# Телевизија на Косову и Метохији
Телевизија на Косову је први пут уведена 1974. Радио-телевизија Приштине била је први емитер. Радио Приштина је основана 1945. године. Југословенска влада га је насилно затворила 1990. године због рата на Косову и Метохији.
Током 1999. године Радио-телевизија Приштине је реформисана у Радио-телевизију Косова (РТК), основану уз помоћ Европске радиодифузне уније. Поред РТК-а, крај рата је довео до стварања националних приватних телевизијских мрежа као што су Kohavision, RTV21 (проширује се са Радио 21) и друге. Средином 2000-их, РТК се удружио са IPTV компанијама као што је TVALB да прошири своју покривеност на земље у Европи и Северној Америци. Током већег дела историје телевизијског емитовања на овој територији, РТК, РТВ21 и Kohavision су најгледанији емитери у земљи.:21
Увођење кабловске телевизије преко ISP-а увелико је повећало капацитет телевизијског покривања почевши од 2010-их са компанијама које су доносиле програме из Албаније и страних канала на Косово. Према студији Независне комисије за медије из 2013. године, више од половине Косова и Мезохије прима телевизијски сигнал путем кабла.

## Канали

### Јавно
- РТК 1
- РТК 2
- РТК 3
- РТК 4

### Приватни
- RTV21
- Kohavision
- ATV[4]
- Klan Kosova
- T7
- Kanal 10
- RTV Dukagjini
- Tëvë 1
- First Channel
- Arta News - сестрински канал Kohavision
- Zico TV
- Zëri TV

## Регионална фреквенција
- TV Tema
- RTV Besa
- TV Prizreni
- Opinion TV
- Televizioni Syri
- TV Llapi
- TV Vali
- TV Liria
- TV Festina
- TV Mitrovica
- Puls TV
- Dasma TV
- TV Diaspora
- ON TV
- A-Mol TV
- TV Iliria

### Бивши канали
- Top Kosova
- 3TV
- News TV
- Click Channel
- Kosova Channel
- TV Skenderaj
- Pro Channel
- Metro TV
- Herc TV
- Kutia TV
- 3+HD Music
- Men TV
- ART
- Next TV
- TV Glob
- Olti TV
- RTV Fan
- RTV Balkan
- TV Most
- A9TV

## Company 21
- RTV21
- TV 21 (North Macedonia)
- 21 Plus
- 21 Popullore
- 21 Mix
- 21 Junior
- 21 Business
- 21 Newsbiz

## Artmotion
- ArtKino 1
- ArtKino 1
- ArtKino 2
- ArtKino 3
- ArtDoku 1
- ArtDoku 2
- ArtSport 1
- ArtSport 2
- ArtSport 3
- ArtSport 4
- ArtSport 5
- ArtSport 6
- Gurmania
- Episode
- PRIME
- Beat TV
- Prince Kids

## Kujtesa

### Активни
- K Sport 1
- K Sport 2
- K Sport 3
- K Sport 4
- K Sport 5

### Бивши
- K Channel
- K Film Një
- K Film Dy
- K Film Tre
- K Film Katër
- K Film Pesë
- K Doku Një
- K Doku Dy
- K Reality
- K Sofia
- K Music

## TelKos
Напомена: канали такође раде под брендом „Tëvë“.
- Tëvë 1
- Tëvë Aksion
- Tëvë Comedy
- Tëvë Dramë
- Tëvë Fantasy
- Tëvë Novela
- Tëvë Shqip
- Tëvë Kids 1
- Tëvë Kids 2
- Tëvë Doku 1
- Tëvë Doku 2

## SuperSport
- SuperSport Kosova 1
- SuperSport Kosova 2
- SuperSport Kosova 3
- SuperSport 1
- SuperSport 2
- SuperSport 3
- SuperSport 4
- SuperSport 5
- SuperSport 6
- SuperSport 7

## SPI International
- FilmBox
- FilmBox Extra
- FilmBox Plus
- FilmBox Arthouse
- FightBox
- DocuBox
- Fast&FunBox
- FashionBox
- GameToonBox